# Peppi Nocera
Peppi Nocera (Roma, 5 febbraio 1962) è un autore televisivo, compositore e scrittore italiano.

## Biografia
A 18 anni, ancora studente del liceo ginnasio statale Terenzio Mamiani, fa parte del gruppo Dada-Umpa del quale è cantante. Escono due singoli per la EMI, Guendalina (1982) e Japanese (1983). Sempre nel 1982 traduce e cura l'edizione italiana della biografia di Oscar Wilde, Con Oscar Wilde di Lord Alfred Douglas.
Nel 1983 e 1984 conduce in Rai Radio 1 con Serena Dandini Master. Si trasferisce a Milano e nel 1985 esce per la Sugar di Caterina Caselli il suo primo album solista L'Ideologia del Traditore, al quale seguirà nel 1986 per la Fonit Cetra (il cui direttore artistico era Mara Maionchi) il secondo album Un posto al sole, due album di poco successo per i quali Nocera decide di abbandonare la sua carriera di cantante.
Conosce il produttore musicale Claudio Dentes e lavora con lui fino al 1990 per la sua etichetta Psycho, che vede esordire discograficamente gruppi come Elio e le Storie Tese e i Pitura Freska.
Nel 1991 torna a Roma e abbandona momentaneamente la musica, tranne la parentesi nella quale scrive insieme con Grazia Di Michele Se io fossi un uomo che la cantautrice presenta con successo al Festival di Sanremo in coppia a Randy Crawford, il quale la incide col titolo If I Were in Your Shoes e ne fa un successo internazionale.
Nel 1994 un incontro fortuito lo fa debuttare all'improvviso come autore televisivo grazie a due padrini d'eccezione, Gianni Boncompagni e Irene Ghergo, che all'epoca del boom di Non è la Rai erano alla ricerca di un autore di testi per le canzoni del programma. Con il regista firma svariate canzoni che faranno parte della compilation Non è la Rai novanta5 ma soprattutto scrive due brani, L'ascensore e E muoio, per il fortunatissimo album di esordio di Ambra Angiolini T'appartengo (un milione di copie vendute).
Dopo l'ultima edizione di Non è la Rai, nell'estate del 1995 ritorna a Milano con Ambra Angiolini, della quale diventa autore. Per lei firma Generazione X e Non dimenticate lo spazzolino da denti. Da ricordare un DopoFestival acclamatissimo nel 1996, e sempre nel 1996 è produttore, oltre che autore di due brani, del secondo album della ragazza prodigio dal titolo Angiolini. Parte in un fortunato tour promozionale in Spagna, Argentina, Brasile, Portorico.
Nel 1997 le vite professionali dell'Angiolini e di Nocera si dividono, con l'autore che rimane a lavorare in esclusiva per Mediaset. Tra il 1997 e il 2001 firma tra gli altri programmi come Stranamore, Matricole (nelle edizioni condotte da Simona Ventura e Amadeus, Simona Ventura e Fiorello e Simona Ventura ed Enrico Papi), Meteore, Testarda io, Popstars, i quiz 6 del mestiere?, Bigodini, Facce da quiz, ed è l'inventore del format de Il brutto anatroccolo (per un totale di quattro edizioni condotte su Italia 1 da Amanda Lear e Marco Balestri), del quale cura anche l'edizione spagnola El patito feo in onda su Antena 3.
Nel 2001 torna a Roma e inizia la fortunata stagione di Saranno Famosi, poi chiamato Amici di Maria De Filippi. Cura come autore cinque edizioni (fino al 2006) che vincono un totale di tre Telegatti. Nel 2003 cura la produzione dell'album Amici Festa. Nel 2004 traduce e adatta dall'inglese le canzoni del musical Footloose che per due anni consecutivi è lo spettacolo teatrale più visto in Italia. Nel 2004 collabora anche al reality Volere o volare. Nel 2006 scrive due brani (Danza e Ora so) per l'album d'esordio di Antonino Spadaccino e cura l'edizione italiana di Mr. Romance (Fox Life). Dal 2006 al 2015 è sotto contratto di esclusiva con la casa di produzione Magnolia, dove cura come autore programmi come L'isola dei famosi, X Factor e Bake Off Italia. Nel 2013 scrive Il Grande Boom per Raffaella Carrà e nella primavera del 2014 esce il suo primo romanzo. Dal giugno del 2016 al dicembre 2019 firma un contratto in esclusiva di consulenza editoriale per le reti d'intrattenimento di Sky Italia. Dal gennaio del 2020 firma un'esclusiva con Banijay Italia dove firma fra gli altri la serie The Ferragnez e Unica.
Su Internet è presente anche con un proprio blog.

### Opere letterarie
- Peppi Nocera, La presentatrice morta, 2ª ed., Longanesi, 2014,  p. 233, ISBN 978-88-304-3863-7.

## Discografia

### Singoli
- 1982 - Guendalina/Pornostar (EMI Italiana, 3C 006-18578) (con i Dada-Umpa)
- 1983 - Japanese/Morire d'amore (EMI Italiana, 3C 006-18604) (con i Dada-Umpa)
- 1985 - (Scatenatissimo) Shake/Imburrami (CGD, CGD 10625)
- 1986 - Improvvisamente, l'estate scorsa/Sofà (Fonit Cetra), SP 1840)
- 2012 - Il Pretesto
- 2023 - Tipi Trasparenti (con La Badante) Metatron/Universal

### Album
- 1983 - Japanese (EMI Italiana, 3C 040-79232) (promo 12") (con i Dada-Umpa)
- 1985 - L'Ideologia del Traditore (CGD, CGD 20476)
- 1986 - Un posto al sole (Fonit Cetra, LPX 154)
- 2012 - Il Pretesto The NCRA Remixes

## Produzione musicale
| Anno      | Attività                      | Artista / Progetto                                  | Dettagli |
| --------- | ----------------------------- | --------------------------------------------------- | --- |
| 1991      | Autore                        | Se io fossi un uomo – Grazia Di Michele (WEA)       | Versione inglese (If I Were in Your Shoes) incisa da Randy Crawford (WEA); campione di vendite in Giappone (1a per 45 giorni) |
| 1995      | Autore                        | Compilation Non è la Rai '95 (RTI Music)            | 12 brani; disco d’oro in Italia                                                                                               |
| 1995      | Autore                        | Niente di importante – Pamela Petrarolo (RTI Music) | 2 brani; disco d'oro in Italia                                                                                                |
| 1995      | Autore                        | T’appartengo – Ambra Angiolini (RTI Music)          | 2 brani; doppio platino in Italia e Cile, platino in Spagna, oro in Argentina, Portorico e Brasile                            |
| 1996      | Autore e produttore esecutivo | Angiolini – Ambra Angiolini (RTI Music)             | 2 brani; disco di platino in Italia, disco d’oro in Spagna                                                                    |
| 1999      | Autore                        | Nuda – Amanda Lear                                  | Sigla finale del programma Il brutto anatroccolo (Italia 1)                                                                   |
| 2000      | Autore                        | Limitati – per Bigodini (Italia 1)                  | Musiche del programma televisivo                                                                                              |
| 2003      | Autore e produttore esecutivo | Amici Festa (Sugar Music)                           | 1 brano |
| 2004–2006 | Adattamento e traduzione      | Footloose                                           | Adattamento italiano; successo teatrale (1a incassi in Italia nel 2004‑2005)                                                  |
| 2006      | Autore                        | Danza e Ora so – Antonino Spadaccino (BMG Ariola)   | Pubblicati in seguito alla sua vittoria ad Amici di Maria De Filippi                                                          |
| 2009      | Autore                        | No – Daniele Magro (Sony)                           | EP dell’artista lanciato dopo X Factor                                                                                        |
| 2013      | Autore                        | Il Grande Boom – Raffaella Carrà (DIY/Sony)         | Brano incluso in Replay - The Album                                                                                           |
| 2014      | Autore                        | Sono io – Syria (DIY)                               | Brano tratto dall’album Syria 10                                                                                              |

## Programmi televisivi
Di seguito, una selezione dei principali programmi televisivi ai quali Peppi Nocera ha collaborato nel corso della sua carriera, ordinati cronologicamente:
| Anno      | Rete                                 | Titolo                                                                                                |
| --------- | ------------------------------------ | --- |
| 1994      | Italia 1                             | Non è la Rai                                                                                          |
| 1995      | Italia 1                             | Non è la Rai, Generazione X                                                                           |
| 1996      | Rai 1, Italia 1                      | DopoFestival, Non dimenticate lo spazzolino da denti                                                  |
| 1997      | Canale 5                             | Stranamore, Sei del mestiere?!                                                                        |
| 1998      | Italia 1                             | Matricole, Ragione e sentimento, Il brutto anatroccolo, Meteore                                       |
| 1999      | Italia 1, Rete 4, Canale 5           | Il brutto anatroccolo, Meteore, Matricole, Tempi di musica, Le faremo sapere                          |
| 2000      | Italia 1, Canale 5, Rete 4, Antena 3 | Il brutto anatroccolo, Matricole, Bigodini, Facce da quiz, Testarda io, El patito feo                 |
| 2001      | Italia 1                             | Popstars, Saranno famosi                                                                              |
| 2002      | Canale 5                             | Saranno famosi                                                                                        |
| 2003–2006 | Canale 5                             | Amici di Maria De Filippi                                                                             |
| 2004      | Canale 5                             | Volere o volare                                                                                       |
| 2006      | Italia 1                             | Mercante in fiera                                                                                     |
| 2007      | Rai 2                                | La sposa perfetta, L'isola dei famosi                                                                 |
| 2008      | Rai 2                                | X Factor, L'isola dei famosi                                                                          |
| 2009      | Rai 2, Nat Geo Adventure             | X Factor 2, X Factor 3, Ma che freddo fa                                                              |
| 2010      | Rai 2, Nat Geo Adventure             | L'isola dei famosi, Tokyorama, X Factor 4                                                             |
| 2011      | Rai 2, Sky Uno                       | L'isola dei famosi, X Factor 5                                                                        |
| 2012      | Rai 2, Sky Uno                       | L'isola dei famosi, X Factor 6                                                                        |
| 2013      | Sky Uno, Real Time, Rai 1            | X Factor 7, Shopping Night Home Edition, Bake Off Italia, Così lontani così vicini                    |
| 2014      | Real Time, LA7, Sky Uno              | Bake Off Italia 2, Miss Italia, X Factor 8                                                            |
| 2015      | Canale 5, Real Time, Sky Uno         | L'isola dei famosi, Bake Off Italia 3, Junior Bake Off Italia, X Factor 9                             |
| 2016      | Canale 5, Real Time, Sky Uno         | L'isola dei famosi, Bake Off Italia 4, X Factor 10, Bake Off Celebrity                                |
| 2017      | TV8, Sky Uno                         | The Real, X Factor 11                                                                                 |
| 2018      | Sky Uno                              | X Factor 12                                                                                           |
| 2019      | Sky Uno                              | X Factor 13                                                                                           |
| 2020      | TV8, Real Time                       | Name That Tune – Indovina la canzone, Bake Off Italia 8                                               |
| 2021      | Real Time, Prime Video               | Bake Off Italia 9, The Ferragnez – La serie                                                           |
| 2023      | TV8, Prime Video, Canale 5, Netflix  | Name That Tune, The Ferragnez 2 – La serie, L'isola dei famosi, The Ferragnez: Sanremo Special, Unica |
| 2024      | TV8                                  | 100% Italia, Tris per vincere                                                                         |
| 2025      | Netflix, Canale 5                    | Ilary, L'isola dei famosi                                                                             |